# Svetovni pokal v alpskem smučanju 2025
Svetovni pokal v alpskem smučanju 2024/25 je 59. sezona svetovnega pokala v alpskem smučanju. Začela se je 26. oktobra 2024 v Söldnu, končala pa 27. marca 2025 na finalu sezone v Sun Valleyju. Veliki kristalni globus za zmago v skupnem seštevku svetovnega pokala sta osvojila Marco Odermatt med moškimi in Federica Brignone med ženskami.

## Moški

### Koledar tekem
| Št.sk.                                                                              | Št.sz.                                                        | Datum                                                         | Prizorišče (% naklona)                                        | Št.                                                           | Zmagovalec                           | Drugi                                | Tretji                               | Vir                                  |
| ----------------------------------------------------------------------------------- | ------------------------------------------------------------- | ------------------------------------------------------------- | ------------------------------------------------------------- | ------------------------------------------------------------- | ------------------------------------ | ------------------------------------ | ------------------------------------ | ------------------------------------ |
| 1928                                                                                | 1                                                             | 27. oktober 2024                                              | Sölden (Rettenbach 68.2%)                                     | VS 458                                                        | Alexander Steen Olsen                | Henrik Kristoffersen                 | Atle Lie McGrath                     | [ 2 ]                                |
| 1929                                                                                | 2                                                             | 17. november 2024                                             | Levi (Levi Black 52%)                                         | SL 539                                                        | Clément Noël                         | Henrik Kristoffersen                 | Loïc Meillard                        | [ 3 ]                                |
| 1930                                                                                | 3                                                             | 24. november 2024                                             | Gurgl (Kirchenkar)                                            | SL 540                                                        | Clément Noël                         | Kristoffer Jakobsen                  | Atle Lie McGrath                     | [ 4 ]                                |
| 1931                                                                                | 4                                                             | 6. december 2024                                              | Beaver Creek (Birds of Prey 68%)                              | SM 533                                                        | Justin Murisier                      | Marco Odermatt                       | Miha Hrobat                          | [ 5 ]                                |
| 1932                                                                                | 5                                                             | 7. december 2024                                              | Beaver Creek (Birds of Prey 68%)                              | SVS 246                                                       | Marco Odermatt                       | Cyprien Sarrazin                     | Lukas Feurstein                      | [ 6 ]                                |
| 1933                                                                                | 6                                                             | 8. december 2024                                              | Beaver Creek (Birds of Prey 68%)                              | VS 459                                                        | Thomas Tumler                        | Lucas Pinheiro Braathen              | Žan Kranjec                          | [ 7 ]                                |
| 1934                                                                                | 7                                                             | 14. december 2024                                             | Val d'Isère (La face de Bellevarde 71%)                       | VS 460                                                        | Marco Odermatt                       | Patrick Feurstein                    | Stefan Brennsteiner                  | [ 8 ]                                |
| 1935                                                                                | 8                                                             | 15. december 2024                                             | Val d'Isère (La face de Bellevarde 71%)                       | SL 541                                                        | Henrik Kristoffersen                 | Atle Lie McGrath                     | Loïc Meillard                        | [ 9 ]                                |
| 1936                                                                                | 9                                                             | 20. december 2024                                             | Val Gardena/Gröden (Saslong 56.9%)                            | SVS 247                                                       | Mattia Casse                         | Jared Goldberg                       | Marco Odermatt                       | [ 10 ]                               |
| 1937                                                                                | 10                                                            | 21. december 2024                                             | Val Gardena/Gröden (Saslong 56.9%)                            | SM 534                                                        | Marco Odermatt                       | Franjo von Allmen                    | Ryan Cochran-Siegle                  | [ 11 ]                               |
| 1938                                                                                | 11                                                            | 22. december 2024                                             | Alta Badia (Gran Risa 69%)                                    | VS 461                                                        | Marco Odermatt                       | Léo Anguenot                         | Alexander Steen Olsen                | [ 12 ]                               |
| 1939                                                                                | 12                                                            | 23. december 2024                                             | Alta Badia (Gran Risa 69%)                                    | SL 542                                                        | Timon Haugan                         | Loïc Meillard                        | Atle Lie McGrath                     | [ 13 ]                               |
| 1940                                                                                | 13                                                            | 28. december 2024                                             | Bormio (Stelvio 63%)                                          | SM 535                                                        | Alexis Monney                        | Franjo von Allmen                    | Cameron Alexander                    | [ 14 ]                               |
| 1941                                                                                | 14                                                            | 29. december 2024                                             | Bormio (Stelvio 63%)                                          | SVS 248                                                       | Fredrik Møller                       | Vincent Kriechmayr                   | Alexis Monney                        | [ 15 ]                               |
| 1942                                                                                | 15                                                            | 8. januar 2025                                                | Madonna di Campiglio (Canalone Miramonti 60%)                 | SL 543                                                        | Albert Popov                         | Loïc Meillard                        | Samuel Kolega                        | [ 16 ]                               |
| 1943                                                                                | 16                                                            | 11. januar 2025                                               | Adelboden (Chuenisbärgli 60%)                                 | SL 544                                                        | Clément Noël                         | Lucas Pinheiro Braathen              | Henrik Kristoffersen                 | [ 17 ]                               |
| 1944                                                                                | 17                                                            | 12. januar 2025                                               | Adelboden (Chuenisbärgli 60%)                                 | VS 462                                                        | Marco Odermatt                       | Loïc Meillard                        | Luca De Aliprandini                  | [ 18 ]                               |
| 1945                                                                                | 18                                                            | 17. januar 2025                                               | Wengen (Lauberhorn 90% – Speed) (Männlichen 72% – Technical)  | SVS 249                                                       | Franjo von Allmen                    | Vincent Kriechmayr                   | Stefan Rogentin                      | [ 19 ]                               |
| 1946                                                                                | 19                                                            | 18. januar 2025                                               | Wengen (Lauberhorn 90% – Speed) (Männlichen 72% – Technical)  | SM 536                                                        | Marco Odermatt                       | Franjo von Allmen                    | Miha Hrobat                          | [ 20 ]                               |
| 1947                                                                                | 20                                                            | 19. januar 2025                                               | Wengen (Lauberhorn 90% – Speed) (Männlichen 72% – Technical)  | SL 545                                                        | Atle Lie McGrath                     | Timon Haugan                         | Henrik Kristoffersen                 | [ 21 ]                               |
| 1948                                                                                | 21                                                            | 24. januar 2025                                               | Kitzbühel (Streif 85% – Speed) (Ganslern 70% – Technical)     | SVS 250                                                       | Marco Odermatt                       | Raphael Haaser                       | Stefan Rogentin                      | [ 22 ]                               |
| 1949                                                                                | 22                                                            | 25. januar 2025                                               | Kitzbühel (Streif 85% – Speed) (Ganslern 70% – Technical)     | SM 537                                                        | James Crawford                       | Alexis Monney                        | Cameron Alexander                    | [ 23 ]                               |
| 1950                                                                                | 23                                                            | 26. januar 2025                                               | Kitzbühel (Streif 85% – Speed) (Ganslern 70% – Technical)     | SL 546                                                        | Clément Noël                         | Alex Vinatzer                        | Lucas Pinheiro Braathen              | [ 24 ]                               |
| 1951                                                                                | 24                                                            | 28. januar 2025                                               | Schladming (Planai 54%)                                       | VS 463                                                        | Alexander Steen Olsen                | Henrik Kristoffersen                 | Marco Odermatt                       | [ 25 ]                               |
| 1952                                                                                | 25                                                            | 29. januar 2025                                               | Schladming (Planai 54%)                                       | SL 547                                                        | Timon Haugan                         | Manuel Feller                        | Fabio Gstrein                        | [ 26 ]                               |
|                                                                                     |                                                               | 2. februar 2025                                               | Garmisch-Partenkirchen (Kandahar 1 85%)                       | SM cnx                                                        | odpovedano zaradi neugodnega vremena | odpovedano zaradi neugodnega vremena | odpovedano zaradi neugodnega vremena | odpovedano zaradi neugodnega vremena |
| Svetovno prvenstvo v alpskem smučanju 2025 · (4 – 16. februar • Saalbach, Avstrija) |                                                               |                                                               |                                                               |                                                               |                                      |                                      |                                      |                                      |
| 1953                                                                                | 26                                                            | 22. februar 2025                                              | Crans-Montana (Mont Lachaux 53%)                              | SM 538                                                        | Franjo von Allmen                    | Marco Odermatt                       | Alexis Monney                        | [ 27 ]                               |
| 1954                                                                                | 27                                                            | 23. februar 2025                                              | Crans-Montana (Mont Lachaux 53%)                              | SVS 251                                                       | Marco Odermatt                       | Alexis Monney                        | Dominik Paris                        | [ 28 ]                               |
| 1955                                                                                | 28                                                            | 1. marec 2025                                                 | Kranjska Gora (Podkoren 3 59%)                                | VS 464                                                        | Henrik Kristoffersen                 | Lucas Pinheiro Braathen              | Marco Odermatt                       | [ 29 ]                               |
| 1956                                                                                | 29                                                            | 2. marec 2025                                                 | Kranjska Gora (Podkoren 3 59%)                                | SL 548                                                        | Henrik Kristoffersen                 | Timon Haugan                         | Manuel Feller                        | [ 30 ]                               |
| 1957                                                                                | 30                                                            | 7. marec 2025                                                 | Kvitfjell (Olympiabakken)                                     | SM 539                                                        | Dominik Paris                        | Marco Odermatt                       | Stefan Rogentin                      | [ 31 ]                               |
| 1958                                                                                | 31                                                            | 8. marec 2025                                                 | Kvitfjell (Olympiabakken)                                     | SM 540                                                        | Franjo von Allmen                    | Marco Odermatt                       | Stefan Rogentin                      | [ 32 ]                               |
| 1959                                                                                | 32                                                            | 9. marec 2025                                                 | Kvitfjell (Olympiabakken)                                     | SVS 252                                                       | Dominik Paris                        | James Crawford                       | Miha Hrobat                          | [ 33 ]                               |
| 1960                                                                                | 33                                                            | 15. marec 2025                                                | Hafjell                                                       | VS 465                                                        | Loïc Meillard                        | Marco Odermatt                       | Thomas Tumler                        | [ 34 ]                               |
| 1961                                                                                | 34                                                            | 16. marec 2025                                                | Hafjell                                                       | SL 549                                                        | Loïc Meillard                        | Atle Lie McGrath                     | Lucas Pinheiro Braathen              | [ 35 ]                               |
| Finale svetovnega pokala                                                            |                                                               |                                                               |                                                               |                                                               |                                      |                                      |                                      |                                      |
|                                                                                     |                                                               | 22. marec 2025                                                | Sun Valley                                                    | SM cnx                                                        | odpovedano zaradi močnega vetra      | odpovedano zaradi močnega vetra      | odpovedano zaradi močnega vetra      | odpovedano zaradi močnega vetra      |
| 1962                                                                                | 35                                                            | 23. marec 2025                                                | Sun Valley                                                    | SVS 253                                                       | Lukas Feurstein                      | Raphael Haaser                       | Franjo von Allmen                    | [ 36 ]                               |
| 1963                                                                                | 36                                                            | 26. marec 2025                                                | Sun Valley                                                    | VS 466                                                        | Loïc Meillard                        | Marco Odermatt                       | Henrik Kristoffersen                 | [ 37 ]                               |
| 1964                                                                                | 37                                                            | 27. marec 2025                                                | Sun Valley                                                    | SL 550                                                        | Timon Haugan                         | Clément Noël                         | Fabio Gstrein                        | [ 38 ]                               |
| 59. svetovni pokal skupno (27. oktober 2024 – 27. marec 2025)                       | 59. svetovni pokal skupno (27. oktober 2024 – 27. marec 2025) | 59. svetovni pokal skupno (27. oktober 2024 – 27. marec 2025) | 59. svetovni pokal skupno (27. oktober 2024 – 27. marec 2025) | 59. svetovni pokal skupno (27. oktober 2024 – 27. marec 2025) | Marco Odermatt                       | Henrik Kristoffersen                 | Loïc Meillard                        |                                      |

### Razvrstitve
| Uvr. | po 37 tekmah         | Točke |
| ---- | -------------------- | ----- |
| 1    | Marco Odermatt       | 1721  |
| 2    | Henrik Kristoffersen | 1116  |
| 3    | Loïc Meillard        | 1076  |
| 4    | Franjo von Allmen    | 836   |
| 5    | Timon Haugan         | 821   |

| Uvr. | po 8 tekmah       | Točke |
| ---- | ----------------- | ----- |
| 1    | Marco Odermatt    | 605   |
| 2    | Franjo von Allmen | 522   |
| 3    | Alexis Monney     | 327   |
| 4    | Miha Hrobat       | 320   |
| 5    | James Crawford    | 270   |

| Uvr. | po 8 tekmah        | Točke |
| ---- | ------------------ | ----- |
| 1    | Marco Odermatt     | 536   |
| 2    | Stefan Rogentin    | 321   |
| 3    | Vincent Kriechmayr | 317   |
| 4    | Franjo von Allmen  | 314   |
| 5    | Fredrik Møller     | 270   |

| Uvr. | po 9 tekmah             | Točke |
| ---- | ----------------------- | ----- |
| 1    | Marco Odermatt          | 580   |
| 2    | Henrik Kristoffersen    | 454   |
| 3    | Loïc Meillard           | 434   |
| 4    | Alexander Steen Olsen   | 346   |
| 5    | Lucas Pinheiro Braathen | 341   |

| Uvr. | po 12 tekmah         | Točke |
| ---- | -------------------- | ----- |
| 1    | Henrik Kristoffersen | 662   |
| 2    | Loïc Meillard        | 610   |
| 3    | Timon Haugan         | 609   |
| 4    | Clément Noël         | 606   |
| 5    | Atle Lie McGrath     | 474   |

## Ženske

### Koledar tekem
| Št.sk.                                                                              | Št.sz.                                                        | Datum                                                         | Prizorišče (% naklona)                                        | Št.                                                           | Zmagovalka                                           | Druga                                                | Tretja                                               | Vir                                                  |
| ----------------------------------------------------------------------------------- | ------------------------------------------------------------- | ------------------------------------------------------------- | ------------------------------------------------------------- | ------------------------------------------------------------- | ---------------------------------------------------- | ---------------------------------------------------- | ---------------------------------------------------- | ---------------------------------------------------- |
| 1812                                                                                | 1                                                             | 26. oktober 2024                                              | Sölden (Rettenbach 68.2%)                                     | VS 457                                                        | Federica Brignone                                    | Alice Robinson                                       | Julia Scheib                                         | [ 44 ]                                               |
| 1813                                                                                | 2                                                             | 16. november 2024                                             | Levi (Levi Black 52%)                                         | SL 510                                                        | Mikaela Shiffrin                                     | Katharina Liensberger                                | Lena Dürr                                            | [ 45 ]                                               |
| 1814                                                                                | 3                                                             | 23. november 2024                                             | Gurgl (Kirchenkar)                                            | SL 511                                                        | Mikaela Shiffrin                                     | Lara Colturi                                         | Camille Rast                                         | [ 46 ]                                               |
| 1815                                                                                | 4                                                             | 30. november 2024                                             | Killington (Superstar 67%)                                    | VS 458                                                        | Sara Hector                                          | Zrinka Ljutić                                        | Camille Rast                                         | [ 47 ]                                               |
| 1816                                                                                | 5                                                             | 1. december 2024                                              | Killington (Superstar 67%)                                    | SL 512                                                        | Camille Rast                                         | Anna Swenn-Larsson Wendy Holdener                    | –                                                    | [ 48 ]                                               |
|                                                                                     |                                                               | 7. december 2024                                              | Tremblant (Flying Mile 42%)                                   | VS cnx                                                        | odpovedano zaradi pomanjkanja snega                  | odpovedano zaradi pomanjkanja snega                  | odpovedano zaradi pomanjkanja snega                  | odpovedano zaradi pomanjkanja snega                  |
| 8. december 2024                                                                    | VS cnx                                                        |                                                               | Tremblant (Flying Mile 42%)                                   |                                                               | odpovedano zaradi pomanjkanja snega                  | odpovedano zaradi pomanjkanja snega                  | odpovedano zaradi pomanjkanja snega                  | odpovedano zaradi pomanjkanja snega                  |
| 1817                                                                                | 6                                                             | 14. december 2024                                             | Beaver Creek (Birds of Prey 68%)                              | SM 451                                                        | Cornelia Hütter                                      | Sofia Goggia                                         | Lara Gut-Behrami                                     | [ 49 ]                                               |
| 1818                                                                                | 7                                                             | 15. december 2024                                             | Beaver Creek (Birds of Prey 68%)                              | SVS 271                                                       | Sofia Goggia                                         | Lara Gut-Behrami                                     | Ariane Rädler                                        | [ 50 ]                                               |
| 1819                                                                                | 8                                                             | 21. december 2024                                             | St. Moritz (Corviglia 61%)                                    | SVS 272                                                       | Cornelia Hütter                                      | Lara Gut-Behrami                                     | Sofia Goggia                                         | [ 51 ]                                               |
|                                                                                     |                                                               | 22. december 2024                                             | St. Moritz (Corviglia 61%)                                    | SVS cnx                                                       | odpovedano zaradi močnega vetra in slabe vidljivosti | odpovedano zaradi močnega vetra in slabe vidljivosti | odpovedano zaradi močnega vetra in slabe vidljivosti | odpovedano zaradi močnega vetra in slabe vidljivosti |
| 1820                                                                                | 9                                                             | 28. december 2024                                             | Semmering (Panorama 51%)                                      | VS 459                                                        | Federica Brignone                                    | Sara Hector                                          | Alice Robinson                                       | [ 52 ]                                               |
| 1821                                                                                | 10                                                            | 29. december 2024                                             | Semmering (Panorama 51%)                                      | SL 513                                                        | Zrinka Ljutić                                        | Lena Dürr                                            | Katharina Liensberger                                | [ 53 ]                                               |
| 1822                                                                                | 11                                                            | 4. januar 2025                                                | Kranjska Gora (Podkoren 3 59%)                                | VS 460                                                        | Sara Hector                                          | Lara Colturi                                         | Alice Robinson                                       | [ 54 ]                                               |
| 1823                                                                                | 12                                                            | 5. januar 2025                                                | Kranjska Gora (Podkoren 3 59%)                                | SL 514                                                        | Zrinka Ljutić                                        | Wendy Holdener                                       | Anna Swenn-Larsson                                   | [ 55 ]                                               |
| 1824                                                                                | 13                                                            | 11. januar 2025                                               | St. Anton (Karl-Schranz-Piste 78%)                            | SM 452                                                        | Federica Brignone                                    | Malorie Blanc                                        | Ester Ledecká                                        | [ 56 ]                                               |
| 1825                                                                                | 14                                                            | 12. januar 2025                                               | St. Anton (Karl-Schranz-Piste 78%)                            | SVS 273                                                       | Lauren Macuga                                        | Stephanie Venier                                     | Federica Brignone                                    | [ 57 ]                                               |
| 1826                                                                                | 15                                                            | 14. januar 2025                                               | Flachau (Griessenkar 53%)                                     | SL 515                                                        | Camille Rast                                         | Wendy Holdener                                       | Sara Hector                                          | [ 58 ]                                               |
| 1827                                                                                | 16                                                            | 18. januar 2025                                               | Cortina d'Ampezzo (Olimpia delle Tofane 73%)                  | SM 453                                                        | Sofia Goggia                                         | Kajsa Vickhoff Lie                                   | Federica Brignone                                    | [ 59 ]                                               |
| 1828                                                                                | 17                                                            | 19. januar 2025                                               | Cortina d'Ampezzo (Olimpia delle Tofane 73%)                  | SVS 274                                                       | Federica Brignone                                    | Lara Gut-Behrami                                     | Corinne Suter                                        | [ 60 ]                                               |
| 1829                                                                                | 18                                                            | 21. januar 2025                                               | Kronplatz (Erta 61%)                                          | VS 461                                                        | Alice Robinson                                       | Lara Gut-Behrami                                     | Paula Moltzan                                        | [ 61 ]                                               |
| 1830                                                                                | 19                                                            | 25. januar 2025                                               | Garmisch-Partenkirchen (Kandahar 1 85%)                       | SM 454                                                        | Federica Brignone                                    | Sofia Goggia                                         | Corinne Suter                                        | [ 62 ]                                               |
| 1831                                                                                | 20                                                            | 26. januar 2025                                               | Garmisch-Partenkirchen (Kandahar 1 85%)                       | SVS 275                                                       | Lara Gut-Behrami                                     | Kajsa Vickhoff Lie                                   | Federica Brignone                                    | [ 63 ]                                               |
| 1832                                                                                | 21                                                            | 30. januar 2025                                               | Courchevel (Stade Émile-Allais 58.5%)                         | SL 516                                                        | Zrinka Ljutić                                        | Sara Hector                                          | Lena Dürr                                            | [ 64 ]                                               |
| Svetovno prvenstvo v alpskem smučanju 2025 · (4 – 16. februar • Saalbach, Avstrija) |                                                               |                                                               |                                                               |                                                               |                                                      |                                                      |                                                      |                                                      |
| 1833                                                                                | 22                                                            | 21. februar 2025                                              | Sestriere (Pista Gianni A. Agnelli)                           | VS 462                                                        | Federica Brignone                                    | Alice Robinson                                       | Thea Louise Stjernesund                              | [ 65 ]                                               |
| 1834                                                                                | 23                                                            | 22. februar 2025                                              | Sestriere (Pista Gianni A. Agnelli)                           | VS 463                                                        | Federica Brignone                                    | Lara Gut-Behrami                                     | Alice Robinson                                       | [ 66 ]                                               |
| 1835                                                                                | 24                                                            | 23. februar 2025                                              | Sestriere (Pista Gianni A. Agnelli)                           | SL 517                                                        | Mikaela Shiffrin                                     | Zrinka Ljutić                                        | Paula Moltzan                                        | [ 67 ]                                               |
| 1836                                                                                | 25                                                            | 28. februar 2025                                              | Kvitfjell (Olympiabakken)                                     | SM 455                                                        | Cornelia Hütter                                      | Emma Aicher                                          | Breezy Johnson                                       | [ 68 ]                                               |
| 1837                                                                                | 26                                                            | 1. marec 2025                                                 | Kvitfjell (Olympiabakken)                                     | SM 456                                                        | Emma Aicher                                          | Lauren Macuga                                        | Cornelia Hütter                                      | [ 69 ]                                               |
| 1838                                                                                | 27                                                            | 2. marec 2025                                                 | Kvitfjell (Olympiabakken)                                     | SVS 276                                                       | Federica Brignone                                    | Lara Gut-Behrami                                     | Sofia Goggia                                         | [ 70 ]                                               |
| 1839                                                                                | 28                                                            | 8. marec 2025                                                 | Åre (Störtloppsbacken)                                        | VS 464                                                        | Federica Brignone                                    | Alice Robinson                                       | Lara Colturi                                         | [ 71 ]                                               |
| 1840                                                                                | 29                                                            | 9. marec 2025                                                 | Åre (Störtloppsbacken)                                        | SL 518                                                        | Katharina Truppe                                     | Katharina Liensberger                                | Mikaela Shiffrin                                     | [ 72 ]                                               |
|                                                                                     |                                                               | 13. marec 2025                                                | La Thuile (3 Franco Berthod)                                  | SM cnx                                                        | odpovedano zaradi neugodnih vremenskih razmer        | odpovedano zaradi neugodnih vremenskih razmer        | odpovedano zaradi neugodnih vremenskih razmer        | odpovedano zaradi neugodnih vremenskih razmer        |
| 1841                                                                                | 30                                                            | 13. marec 2025                                                | La Thuile (3 Franco Berthod)                                  | SVS 277                                                       | Emma Aicher                                          | Sofia Goggia                                         | Federica Brignone                                    | [ 73 ]                                               |
| 1842                                                                                | 31                                                            | 14. marec 2025                                                | La Thuile (3 Franco Berthod)                                  | SVS 278                                                       | Federica Brignone                                    | Sofia Goggia                                         | Romane Miradoli                                      | [ 74 ]                                               |
| Finale svetovnega pokala                                                            |                                                               |                                                               |                                                               |                                                               |                                                      |                                                      |                                                      |                                                      |
|                                                                                     |                                                               | 22. marec 2025                                                | Sun Valley                                                    | SM cnx                                                        | odpovedano zaradi močnega vetra                      | odpovedano zaradi močnega vetra                      | odpovedano zaradi močnega vetra                      | odpovedano zaradi močnega vetra                      |
| 1843                                                                                | 32                                                            | 23. marec 2025                                                | Sun Valley                                                    | SVS 279                                                       | Lara Gut-Behrami                                     | Lindsey Vonn                                         | Federica Brignone                                    | [ 75 ]                                               |
| 1844                                                                                | 33                                                            | 25. marec 2025                                                | Sun Valley                                                    | VS 465                                                        | Lara Gut-Behrami                                     | Federica Brignone                                    | Sara Hector                                          | [ 76 ]                                               |
| 1845                                                                                | 34                                                            | 27. marec 2025                                                | Sun Valley                                                    | SL 519                                                        | Mikaela Shiffrin                                     | Lena Dürr                                            | Andreja Slokar                                       | [ 77 ]                                               |
| 59. svetovni pokal skupno (26. oktober 2024 – 27. marec 2025)                       | 59. svetovni pokal skupno (26. oktober 2024 – 27. marec 2025) | 59. svetovni pokal skupno (26. oktober 2024 – 27. marec 2025) | 59. svetovni pokal skupno (26. oktober 2024 – 27. marec 2025) | 59. svetovni pokal skupno (26. oktober 2024 – 27. marec 2025) | Federica Brignone                                    | Lara Gut-Behrami                                     | Sofia Goggia                                         |                                                      |

### Razvrstitve
| Uvr. | po 34 tekmah      | Točke |
| ---- | ----------------- | ----- |
| 1    | Federica Brignone | 1594  |
| 2    | Lara Gut-Behrami  | 1272  |
| 3    | Sofia Goggia      | 931   |
| 4    | Zrinka Ljutić     | 816   |
| 5    | Sara Hector       | 752   |

| Uvr. | po 6 tekmah       | Točke |
| ---- | ----------------- | ----- |
| 1    | Federica Brignone | 384   |
| 2    | Cornelia Hütter   | 368   |
| 3    | Sofia Goggia      | 350   |
| 4    | Lauren Macuga     | 230   |
| 5    | Lara Gut-Behrami  | 229   |

| Uvr. | po 9 tekmah        | Točke |
| ---- | ------------------ | ----- |
| 1    | Lara Gut-Behrami   | 665   |
| 2    | Federica Brignone  | 630   |
| 3    | Sofia Goggia       | 466   |
| 4    | Kajsa Vickhoff Lie | 317   |
| 5    | Elena Curtoni      | 284   |

| Uvr. | po 9 tekmah             | Točke |
| ---- | ----------------------- | ----- |
| 1    | Federica Brignone       | 580   |
| 2    | Alice Robinson          | 520   |
| 3    | Sara Hector             | 447   |
| 4    | Thea Louise Stjernesund | 381   |
| 5    | Lara Colturi            | 379   |

| Uvr. | po 10 tekmah          | Točke |
| ---- | --------------------- | ----- |
| 1    | Zrinka Ljutić         | 541   |
| 2    | Katharina Liensberger | 509   |
| 3    | Camille Rast          | 492   |
| 4    | Mikaela Shiffrin      | 486   |
| 5    | Lena Dürr             | 473   |

## Pokal narodov
| Uvr. | po 71 tekmah | Točke |
| ---- | ------------ | ----- |
| 1    | Švica        | 10823 |
| 2    | Avstrija     | 7459  |
| 3    | Italija      | 6399  |
| 4    | Norveška     | 5098  |
| 5    | ZDA          | 4179  |

| Uvr. | po 37 tekmah | Točke |
| ---- | ------------ | ----- |
| 1    | Švica        | 6695  |
| 2    | Avstrija]    | 3967  |
| 3    | Norveška     | 3735  |
| 4    | Francija     | 2575  |
| 5    | Italija      | 2143  |

| Uvr. | po 34 tekmah | Točke |
| ---- | ------------ | ----- |
| 1    | Italija      | 4256  |
| 2    | Švica        | 4128  |
| 3    | Avstrija     | 3492  |
| 4    | ZDA          | 2904  |
| 5    | Švedska      | 1554  |